# 2MASS J12531092-5709248
2MASS J12531092-5709248 ist ein etwa 100 Lichtjahre von der Erde entfernter Brauner Zwerg im Sternbild Kreuz des Südens. Er wurde 2008 von Ngoc Phan-Bao et al. entdeckt.
Er gehört der Spektralklasse L0,5 an. Seine Position verschiebt sich aufgrund seiner Eigenbewegung jährlich um 1,634 Bogensekunden.